# Meioneta flavipes
Meioneta flavipes is een spinnensoort in de taxonomische indeling van de hangmatspinnen (Linyphiidae).
Het dier behoort tot het geslacht Meioneta. De wetenschappelijke naam van de soort werd voor het eerst geldig gepubliceerd in 1991 door Hirotsugu Ono.